# Alexandros Koumoundouros

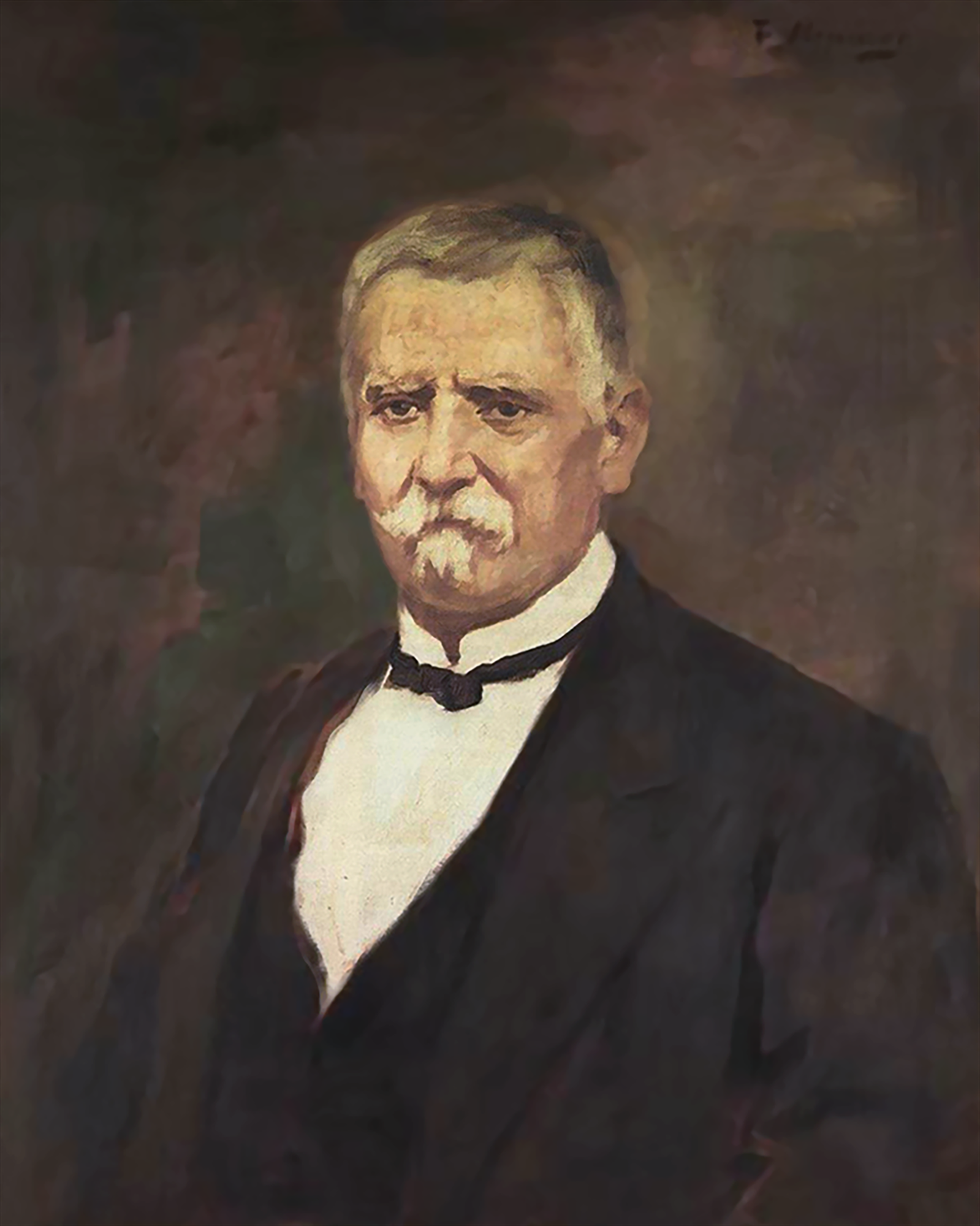
Alexandros Koumoundouros

Alexandros Koumoundouros (griechisch Ἀλέξανδρος Κουμουνδούρος; * 1817 in Zarnata (Mani (Peloponnes)); † 26. Februar 1883 in Athen) war ein griechischer Politiker und Ministerpräsident.

## Familie und Studium
Er war der Sohn von Spirodonas-Galanis Koumoundouros, des Bey während der letzten Periode osmanischer Herrschaft in Mani. Nach dem Ende der griechischen Revolution (1821–1829) ging er zum Schulbesuch nach Nafplion. Anschließend absolvierte er ein Studium der Rechtswissenschaften an der Universität zu Athen. 1841 nahm er an der Revolution auf Kreta teil, obwohl er der Meinung war, das diese ein sinnloses Unterfangen zu dieser Zeit war. Später wurde er Staatsanwalt beim Tribunalgericht von Kalamata. 1843 heiratete er Ennra Greolis, mit der er 4 Kinder zeugte.

## Politische Laufbahn

### Abgeordneter und Parlamentspräsident
Koumoundouros begann seine politische Laufbahn 1853 mit der Wahl zum Abgeordneten der Nationalversammlung (Voulí ton Ellínon). Dort vertrat er die Interessen des Wahlkreises von Messenien. 1855 wurde er zum Präsidenten der Nationalversammlung gewählt.

### Minister
Bereits ein Jahr darauf wurde er 1856 Wirtschaftsminister im ersten Kabinett von Dimitrios Voulgaris. Dieses Amt behielt er auch Kabinett von Athanasios Miaoulis 1857 bis 1862 inne.
Nach der Absetzung von König Otto I. am 23. Oktober 1862 berief ihn Ministerpräsident Voulgaris zum Justizminister der bis zum 21. Februar 1863 amtierenden Übergangsregierung. Nach den Parlamentswahlen von 1863 blieb er Justizminister und übernahm nach den aufgrund politischer Instabilität notwendigen vorgezogenen Neuwahlen 1864 das Religions- und Erziehungsministerium. Später wurde er schließlich Innenminister.

### Zehnmaliger Ministerpräsident
Am 14. März 1865 wurde Koumoundouros erstmals Ministerpräsident. Dieses Amt behielt er zunächst bis zum 1. November 1865 und wurde dann nach zwei sehr kurzen Übergangsregierung von Epaminondas Deligiorgis und Dimitrios Voulgaris am 18. November 1865 erneut Ministerpräsident. Allerdings musste er von diesem Amt auch selbst bereits eine Woche darauf am 25. November 1865 wieder zurücktreten.
Nach dem Gewinn der Parlamentswahlen von 1866 wurde er am 30. Dezember 1866 zum dritten Mal Ministerpräsident. Seine Amtszeit dauerte diesmal bis zum 1. Januar 1868.
Am 15. Dezember 1870 erfolgte seine vierte Ernennung zum Ministerpräsidenten. In seinem bis zum 9. November 1871 amtierenden Kabinett übernahm er zugleich das Innen- und das Kriegsministerium.
Im August 1875 wurde er erneut zum Präsidenten der Nationalversammlung gewählt. Allerdings wurde er bereits 27. Oktober 1875 nach dem Gewinn der Parlamentswahlen zum fünften Mal Ministerpräsident einer bis zum 8. Dezember 1876 amtierenden Regierung.
Von den drei im Jahr 1876 stattfindenden Wahlen konnte Koumoundouros zwei gewinnen, so dass er bereits am 13. Dezember 1876 zum sechsten Mal Ministerpräsident wurde. Dieses Amt übte er bis zum 10. März 1877 aus. Vom 1. bis zum 7. Juni 1877 sowie vom 14. September 1877 bis zum 2. November 1878 war er wiederum Ministerpräsident.
Nach dem Wahlsieg bei den Wahlen zur Nationalversammlung wurde er am 7. November 1878 erneut Ministerpräsident einer bis zum 22. März 1880 amtierenden Regierung.
Zum letzten und zehnten Mal war Koumoundouros vom 25. Oktober 1880 bis zum 15. März 1882 Ministerpräsident. Während dieser letzten Amtszeit gelang ihm zugleich sein größter politischer Erfolg, als er nach der Aufnahme diplomatischer Beziehungen zur Türkei 1881 den Anschluss der Region Thessalien und des heutigen Regionalbezirks Arta an das griechische Mutterland erreichte. Kurz nach dem Anschluss rief er Neuwahlen aus, um den neuen Gebieten die Entsendung von Abgeordneten in die Nationalversammlung zu ermöglichen. Entgegen den Erwartungen wählten diese Abgeordneten den Kandidaten der Opposition zum Präsidenten der Nationalversammlung. Aus diesem Grund trat Koumoundouros am 15. März 1882 von seinem Amt als Ministerpräsident zurück und nahm zugleich auch Abschied von der Politik.